# George Pelecanos

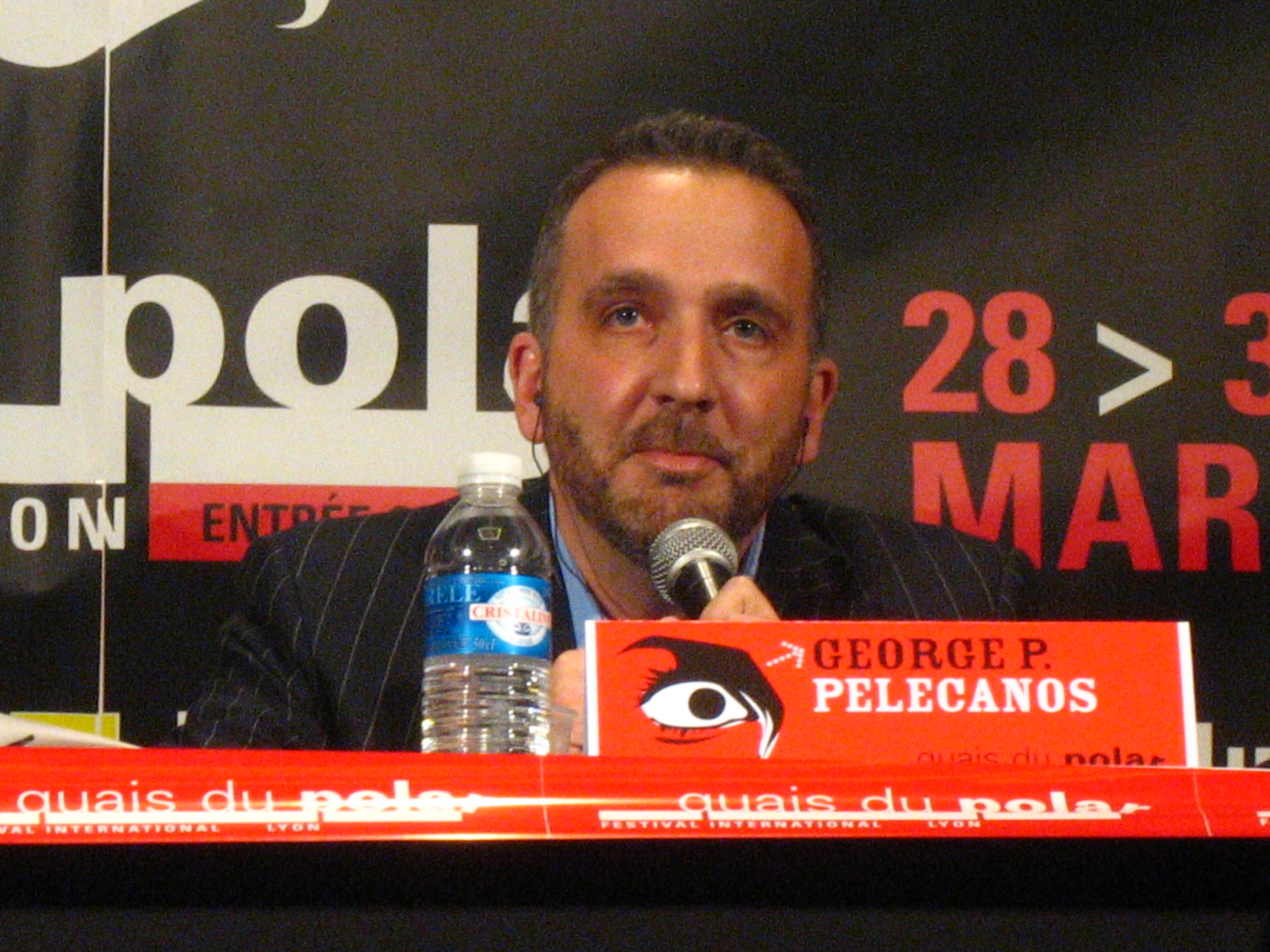
George Pelecanos

George Pelecanos amerikansk författare född i östra Washington D.C i USA 1957. Innan han debuterade som författare 1992 var han bland annat verksam som diskare, kock, säljare och byggnadsarbetare. Han skriver hårdkokta kriminalromaner i samma noir-tradition som tidigare mästare som Raymond Chandler och Dashiell Hammett.
Pelacanos fick redan efter sin debut 1992 med A Firing Offense, med den grekiskättade privatdeckaren Nick Stefanos i huvudrollen, kultstatus bland deckarentusiaster.  I ren som snö (Right As Rain) introducerade han den färgade privatdeckaren Derek Strange och dennes blivande partner Terry Quinn vilket ledde till Pelecanos slutliga publika genombrott och han jämförs ofta i USA med samtida författare som Dennis Lehane, James Ellroy och Elmore Leonard.
Gemensamt för Pelecanos deckare är att de utspelar sig i de östra fattigaste stadsdelarna i Washington D.C, som även jämfört med andra amerikanska stadskärnor utmärker sig för sin segregation, kriminalitet och har den högsta mord- och rånfrekvensen i USA.  Pelecanos viker inte för ras och klassfrågor, hans böcker är skarpsynta guider rakt ned i det kriminella, desperata, rasistiska, sexistiska men också levande och mustiga livet i stadens skuggsida.
Pelacanos är inte bara framhåller han gärna själv en deckarförfattare i Chandlers anda, han för också vidare en vad han kallar själv svart amerikansk proletär tradition från författare som John Steinbeck, Edward Anderson och John Fante.